# 乌尔内斯木板教堂
乌尔内斯木板教堂（挪威語：Urnes stavkyrkje），或译为奥尔内斯木构教堂，位于挪威韦斯特兰郡呂斯特市镇卢斯特拉弗约登附近的奥尔内斯农场。现由挪威古迹保护会管理。 

## 时代背景
随着天主教在中世纪的欧洲越来越广的传播，在13世纪左右北欧已有大量维京人信奉天主教。由于森林资源充足，北欧许多教堂都是用木头建造的。由于人口稀疏分散，当时在北欧有超过一千座这样的教堂。然而14世纪黑死病的传播使挪威遭受严重打击，以至于在此后的两百年内没有建造过一座新教堂。而原来的教堂绝大多数都毁坏了。现存的28座教堂中，乌尔内斯的是最为古老，也是最精心装饰的。

## 历史
1573年的宗教改革之前，教堂已经使用了长达四百年的时间。最后一位大主教奥拉夫·恩格布雷克特松于1573年逃离挪威，至此，路德宗获得了胜利。对圣徒的崇拜被禁止，这导致了教堂中许多最古老的艺术品从此消失。后来又增加了布道坛，摆放了长椅，圣坛的入口也被扩大，这样人们就能更清楚地看到祭坛上发生的事情。随着文明程度的提高，教堂采光逐步改善，并安装了窗户和天花板。
在天主教时期，乌尔内斯教堂是一座教区教堂。但在宗教改革之后，它成为了位于哈夫斯洛的主教堂的下属教堂。17世纪，中堂向南方扩建。1720年代，弗雷德里克四世将教堂卖给了牧师克里斯多弗·蒙特，以此换取大北方战争的资费。后者对教堂的私人所有权一直持续到了1850年，教堂才又被教区买下。1880年，该教堂被捐赠给挪威古迹保护会，并于1979年纳入联合国教科文组织的世界文化遗产列表。

## 装饰
对于北墙上老入口上的谜一般装饰，许多人曾尝试去解释他的含义。装饰的图案大致是一条蛇蜿蜒向上，在底端有一种四足的动物在咬蛇。一种常见的解释是这是在描绘善与恶永恒的斗争。那只四足动物一般被认为是一只狮子。在基督教装饰艺术中，狮子是基督的一种象征，和象征邪恶的蛇斗争，蛇通常表示撒但。

## 现在的教堂
1. 精美锻造过的铁门（正门）。

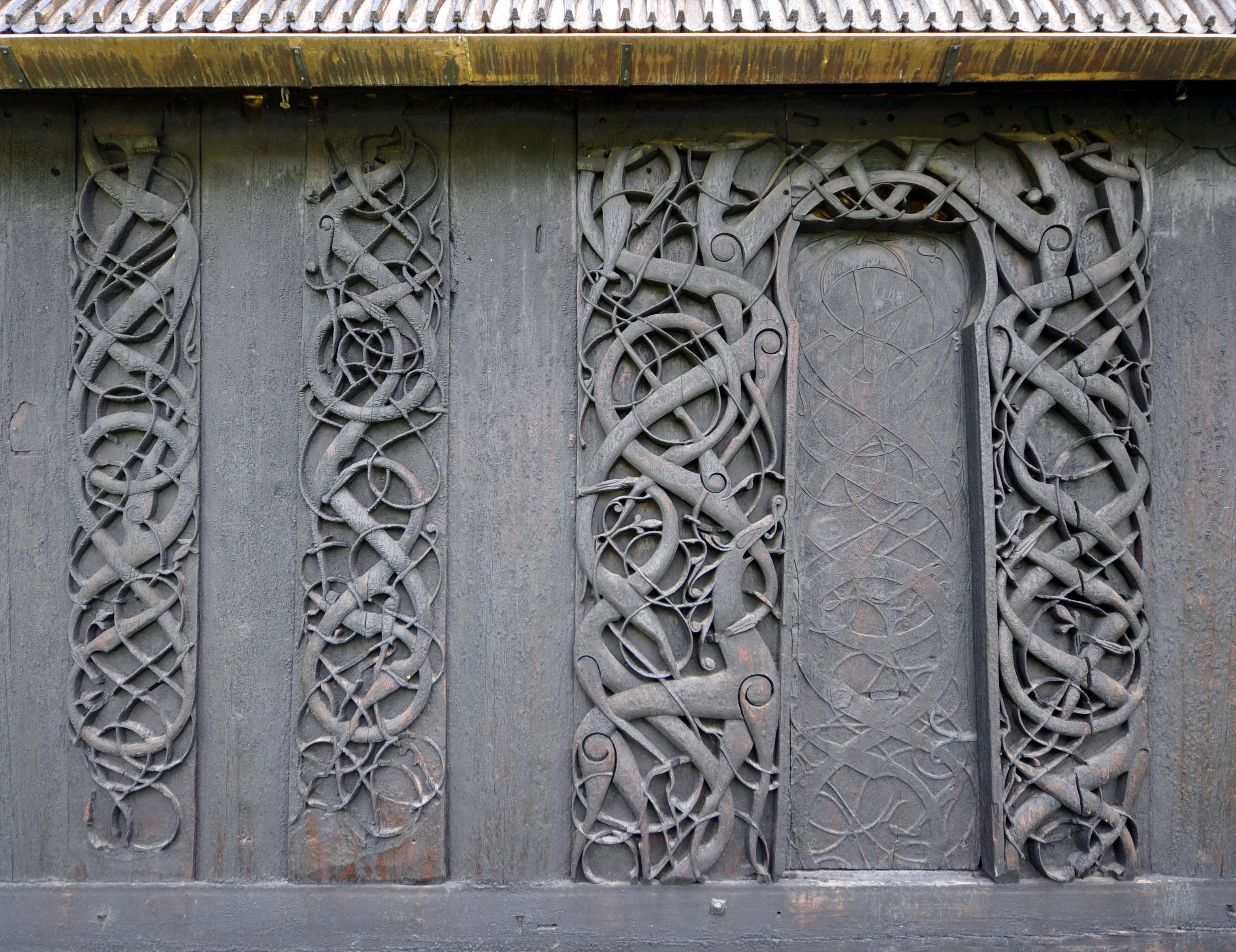
北墙上老入口上的装饰

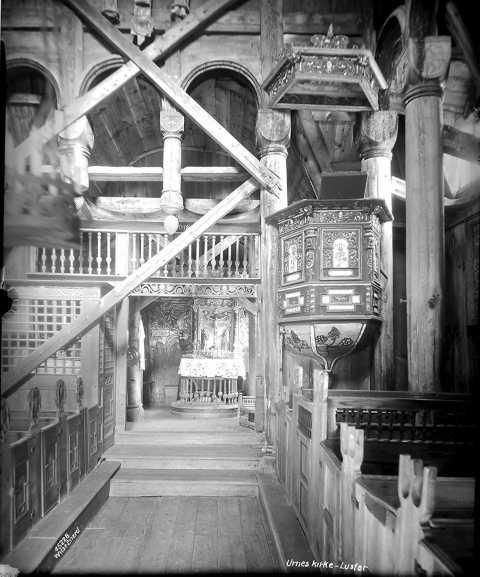
教堂內部（1937年）。其中可以看到支撐整個教堂結構的橫樑

2. 北墙上的老入口，以及北墙上其他一些地方的装饰。
3. 丰特乌塞特，以前洗礼盆放置的地方，直到18世纪洗礼仪式移到高坛举行。
4. 克罗卡斯托伦（又名蒙特家庭长椅），一把封闭长椅。1662年末安裝。
5. 完成于1660年代的高坛屏风。
6. 高坛，在1600年左右被扩建。
7. 中世纪的主教椅。
8. 讲道坛和装饰，建于1690年代。坛上有一支船型的大烛台。
9. 装在一根木板上的洗礼碗。
10. 天花板上的中世纪式的吊灯。
11. 以前洗礼盆的盖子，该洗礼盆于1250年到1300年间使用，现已失踪。

任何进入教堂的人都会怀疑，那些跨过中堂和圣坛的未剥皮材横梁是否还是原物。事实上，它们不是。中世纪时期，在圣坛的入口处增加了一个带天盖的祭坛。为了给新增的祭坛腾出空间，一些木板不得不被锯掉，因而必须使用如今这些不怎么好看的横梁来支撑整个结构。 

## 考古
木材测年法显示教堂建于1130年左右。乌尔内斯的教堂在原地曾被多次重建，现在能看到的是第三个。现存的教堂中有一些属于老教堂的部分，年代测定发现最早的是在11世纪。这座教堂被认为是同种教堂中最为古老的，它连接了维京时代大量运用动物装饰的建筑艺术以及被称之为“乌尔内斯式”动物造型，和基督教建筑艺术。
对一根属于老教堂的柱子在地上一个洞的发掘发现，老教堂的墙由一些被插入柱子中底木支撑的。但并不清楚老教堂是否也像现在的教堂一样，在中殿上有着尖形的屋顶。北墙的入口和墙上的一些细节，以及山形墙的木板上，有着典型的“乌尔内斯式”的装饰。它们都可能是以前教堂上的残余部分。这个入口被认为是从前对着西方的正门。